# ببغاء كارولينا

## ببغاء كارولينا
(Conuropsis carolinensis)، أو كارولينا كونور، هو نوع منقرض من ببغاء الإقليم المداري الأخضر الصغير ذو الرأس الأصفر الساطع والوجه البرتقالي المحمر والمنقار الشاحب، موطنه الولايات الشرقية والغرب الأوسط والسهول في الولايات المتحدة. كان هذا النوع هو نوع الببغاء الأصلي الوحيد ضمن موطنه الأصلي، مما جعله واحدًا من ثلاثة أنواع ببغاء تتواجد بشكل طبيعي في الولايات المتحدة (الأنواع الأخرى هي الببغاء ذو المنقار السميك، الذي انقرض محليا اليوم، و الببغاء الأخضر [الإنجليزية] الذي لا يزال موجودًا في تكساس؛ وهناك نوع رابع وهو ببغاء الأمازون ذو التاج الأحمر الذي لا يزال قيد النقاش)
على الرغم من أن هذا الطائر كان شائعًا نسبيًا في نطاقه، إلا أن أعداده تضاءلت بشكل ملحوظ بحلول منتصف القرن التاسع عشر. آخر مشاهدة مؤكدة لببغاء كارولينا في البرية كانت في عام 1910، وكان نوعًا فرعيًا يُعرف باسم C. c. ludovicianus.

### وصف ببغاء كارولينا:
تميز الطائر الملون بصغر حجمه حيث يشبه حجم فأر الهامستر وكان طوله حوالي 12 بوصة وتميز برأسه الاصفر اللامع ووجهه البرتقالي ومنقاره الأحمر الشاحب وكان منقاره صغيرا حيث يسمح له بأكل أشياء صغيرة  وكان عنقه أصفر اللون نزولا الى ما تحت رقبته كان اللون أخضر وصولا الى ريشه الاخضر الغامق والفاتح ذلك كان يصل وزنه الى 100 جرام وكان طوله يصل الى من 32 حتى 34 سم.

#### الانقراض:
بعد التحقيق المستمر لعدة سنوات،  اتضح أن هنالك عدة أسباب الانقراض ببغاء كارولينا ،  السبب الرئيسي لانقراض هو الصيد من قبل البشر من أجل صنع اكسسوارات لتزيين النساء وبسبب تجارة الحيوانات الأليفة ، بالإضافة الى ذلك ،  شكل ببغاء كارولينا مصدر ازعاج للمزارعين في تلك الفترة ، حيث كان يتغذى على المحاصيل الزراعية ويقوم بتدميرها واتلافها الأمر الذي شجع قتلها والتخلص منها .
تعيش الببغاوات الصغيرة عمرًا طويلًا نسبيًا يصل إلى 18 عامًا وتم الإعلان عن وفاة آخر ببغاء كارولينا في عام في حديقة حيوان سينسيناتي في عام 1918 وبالتالي اعلن انقراض هذا النوع رسميا ب1939 .

##### الاصول:
كان ظهور اول ببغاء من نوع كالورينا من  خمس ملايين السنين  وكان المسكشف لهذا الببغاء "السَّيْرُ جُورْجْ بِيكْهَامْ" واطلق عليه هذا الاسم من قبل عالم الحيوان السويدي "كارْلْ لِينْيُوسْ"

###### التكاثر:
طيور أحادية الزواج ، تمتلك شريك واحد طوال حياتها ومع ذلك لم يتم إجراء أي دراسات على أنظمة التزاوج بشكل مؤكد ، حيث زعمت بعض المصادر المعاصرة غير ذلك .
ببغاء كارولينا يتزاوج في الربيع وينتج ما بين بيضتين وخمس بيضات في المرة الواحدة والتي يتم تحصينهم بعد ذلك لمدة 23 يومًا حتى تفقس .

###### النظام الغذائي:
ياكل بعض البذور من الأشجار والنباتات المختلفة مثل الزان والدرار والبلوط وبعض الفواكه المختلفة مثل التفاح والتين وكان ذلك يتوفر في بيئته المفضلة.

###### صوت الصفير:
كان لكارولينا اصوات صفير جميلة ومميزة ولم يكن يقلد صوت البشر ، كان لصوته  لحن مميز وحاد حتى اعتبره البعض انه صوت صاخب ومزعج.

###### الهجرة والمناطق التي كان يتواجد بها:
موطنه الأصلي هو  في أمريكا الشمالية، وقد وجدت بكثرة في السهول الساحلية بألاباما، وكانت غالباً ما تهاجر قطعان كبيرة منهم إلى ولاية أيوا وأوهايو إلينوي وبعض المناطق الشرقية من الولايات المتحدة.